# Om mani padme hum

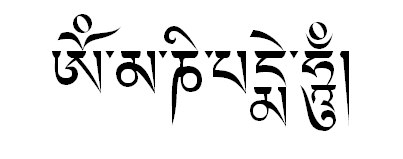
Mantra Om Mani Padme Hum zapisana pismem tybetańskim

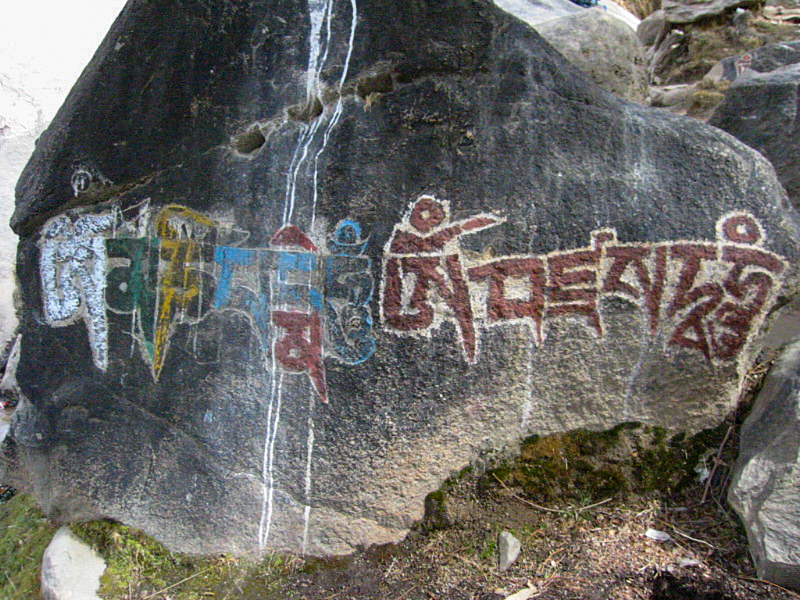
Mantra Om Mani Padme Hum, napisana w języku tybetańskim, na skale, na zewnątrz Pałacu Potala w Lhasie

Om mani padme hum – buddyjska sześciosylabowa mantra bodhisattwy współczucia, Awalokiteśwary. Dalajlama jest uważany za inkarnację Awalokiteśwary, więc mantra ta jest szczególnie często używana przez ludzi mu oddanych.

## Wymowa
W zależności od szkoły buddyzmu mantra jest inaczej wymawiana. Buddyści nie wartościują sposobów jej wymowy, a różnorodność tłumaczy się tym, że klaśnięcie dłońmi dla każdego brzmi tak samo, jednak gdy próbujemy ten dźwięk wydać przez gardło powstają różnice.
- Tybet: ཨོཾ་མ་ཎི་པདྨེ་ཧཱུྃ་ Om Ma Ni Pe Me Hung [albo Hum]
- Pismo dewanagari: ॐ मणि पद्मे हूँ;: Oṃ Maṇi-Padme Hūṃ
- Chiny 唵嘛呢叭咪吽, pinyin Ǎn Má Ní Bā Mī Hōng
- Korea Hangul 옴마니반메훔, Om Ma Ni Ban Mae Hum
- Japonia Katakana オンマニハンドメイウン On mani handomei un
- Mongolia: Ум маани бадми хум Um maani badmi khum
- Wietnam: Úm ma ni bát ni hồng / Án ma ni bát mê hồng

## Znaczenie

Sześć sylab mantry zaznaczone różnymi kolorami

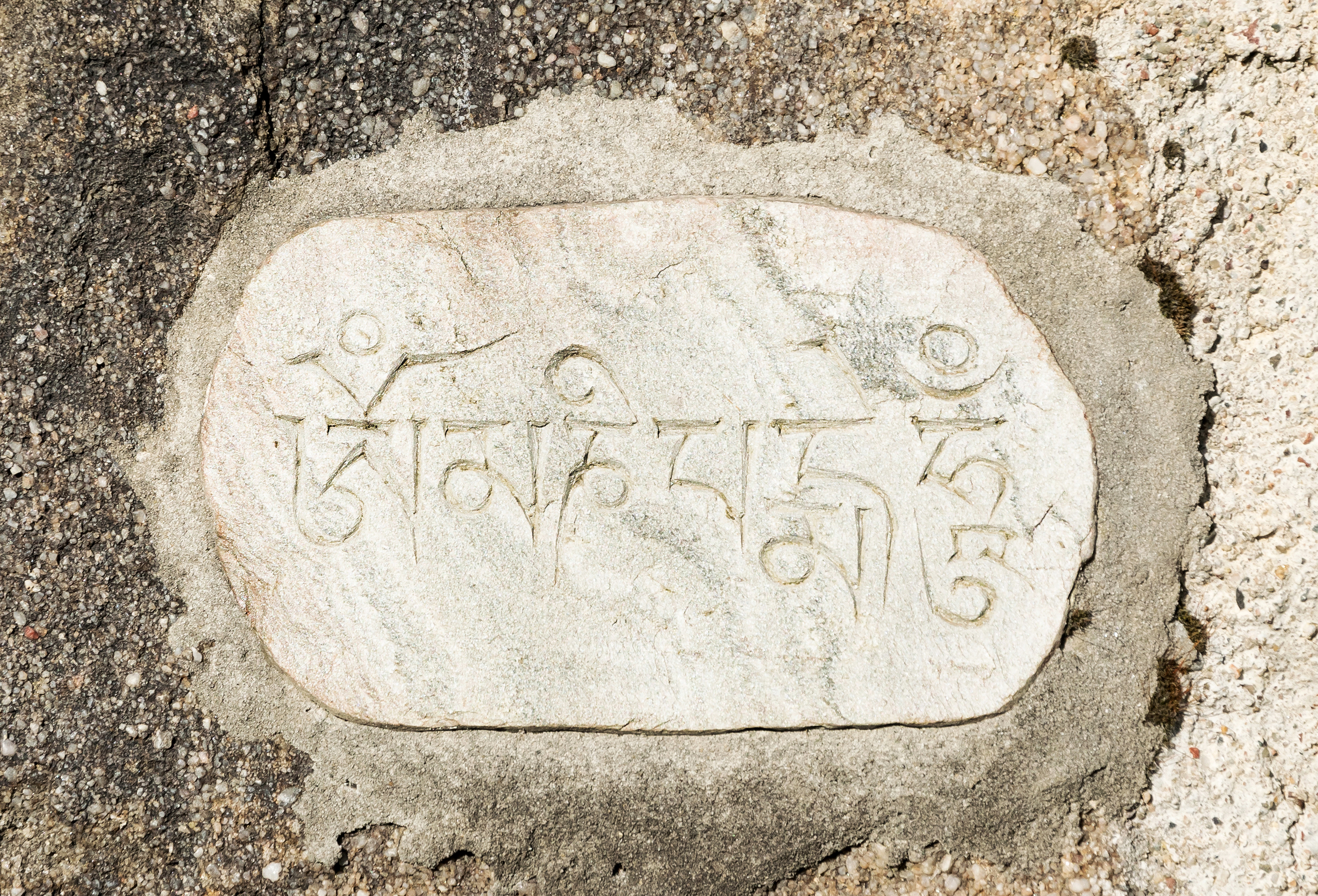
Mantra w Gompie Drophan Ling w Darnkowie

Mantra ta ma wiele znaczeń - dosłowne tłumaczenie to:
Oddaj cześć skarbowi w lotosie.
Jedno z bardziej literackich tłumaczeń to:
Bądź pozdrowiony, skarbie w kwiecie lotosu.
Podczas mówienia mantry, jest ona przywołaniem Czenrezig (czyli formy współczucia wszystkich Buddów). 
Wewnętrznie, tzn. na osobę która powtarza mantrę, poszczególne dźwięki sylab mają uspokajać i wnikać, przekształcać sześć uczuć, przeszkadzających w drodze do oświecenia. 
| Sylaba | Oczyszcza                            | Sfera samsary     |
| ------ | ------------------------------------ | ----------------- |
| Om     | dumę / egoizm                        | bogowie           |
| Ma     | zazdrość / żądzę rozrywki            | zazdrośni bogowie |
| Ni     | przywiązanie / egoistyczne pożądanie | ludzie            |
| Pad    | niewiedzę / uprzedzenie              | zwierzęta         |
| Me     | skąpstwo / chciwość                  | głodne duchy      |
| Hum    | gniew / nienawiść                    | piekło            |